# Pintor de la Gorgona

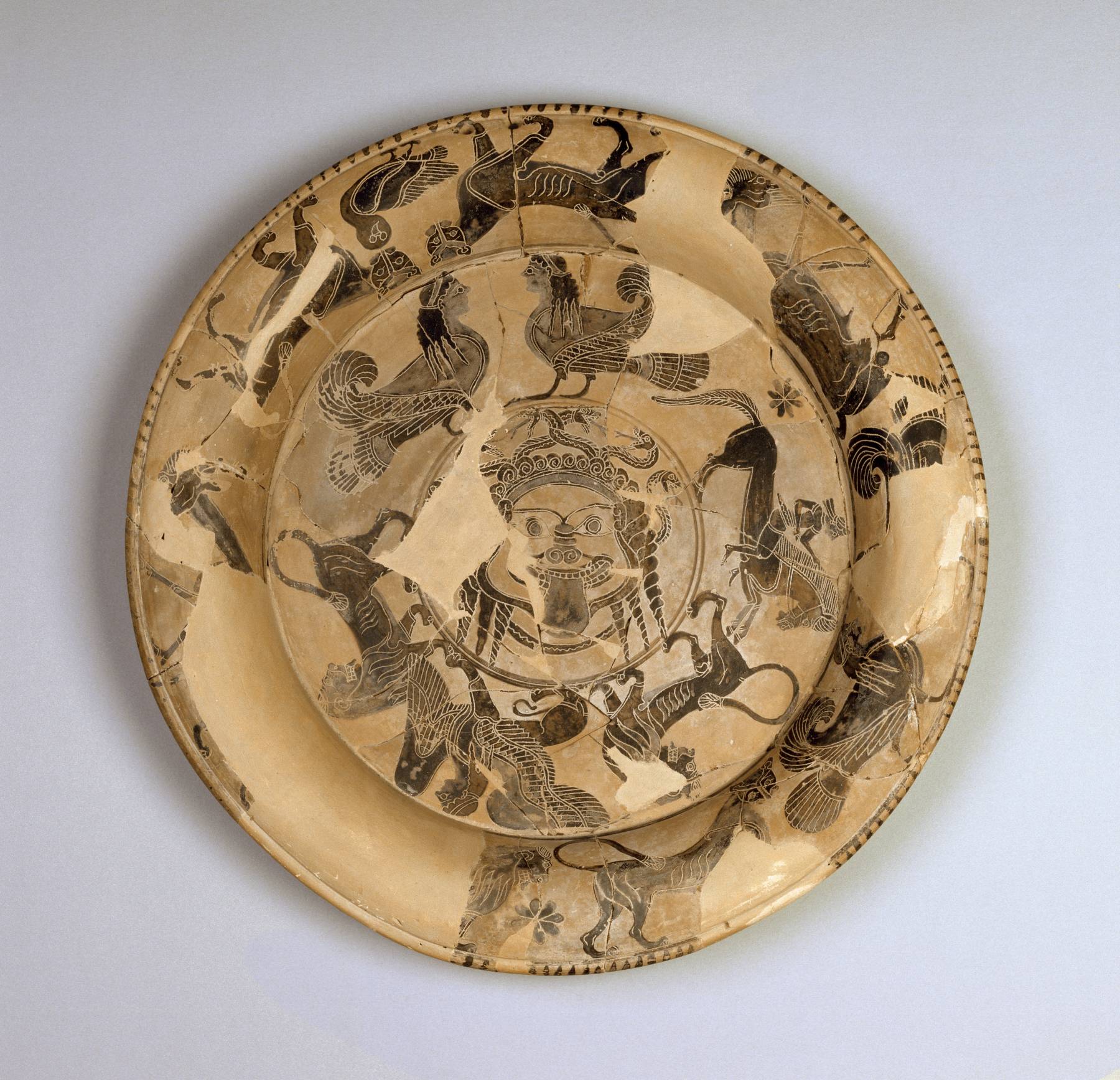
Plato de figuras negras con gorgoneion central y doble friso animalístico. Baltimore, Walters Art Museum 48.215.

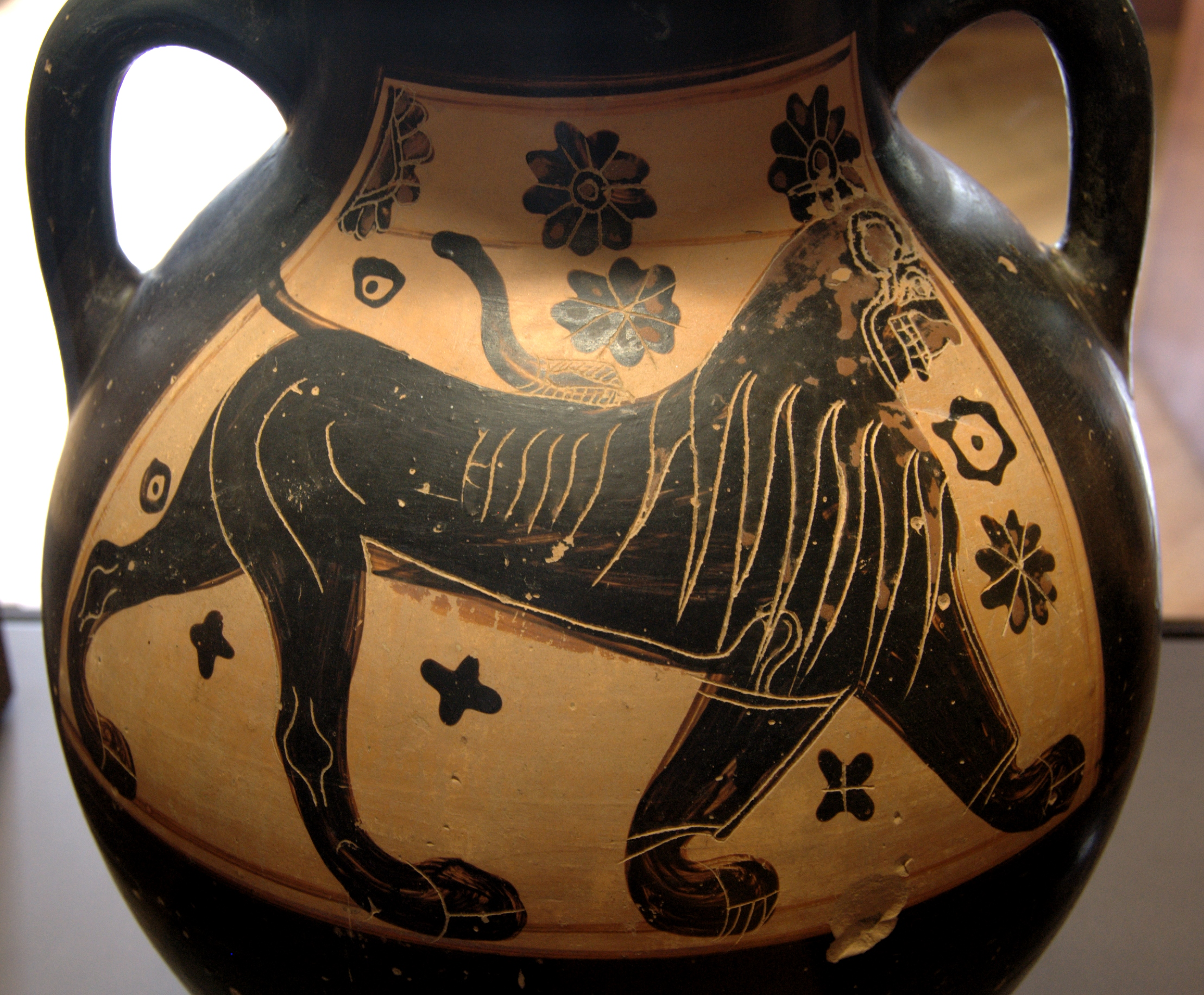
Ánfora de perfil continuo con figuras negras. París, Museo del Louvre CA3327.

El Pintor de la Gorgona es el nombre convencional atribuido a un ceramógrafo ático activo en Atenas entre el 600 y el 580 a. C. Su vaso epónimo es el Dinos del Pintor de la Gorgona.
Continuador de la tradición ateniense del Pintor de Neso, fue uno de los primeros ceramógrafos áticos de figuras negras, los datos recogidos en el Archivo Beazley indican un elevado número de piezas a él atribuidas. La tipología de la decoración deriva de la del Pintor de Neso y muestra una fuerte influencia corintia,  pero en comparación con esta última la decoración de la Pintor Gorgona parece ser más convencional y desarrolla, en  las obras mayores, particularmente en la tipología del friso con una menor utilización del ornamentación de relleno. Además, el Pintor de la Gorgona muestra una tendencia concreta hacia composiciones simples y simétricos que preludian obras posteriores como las de un autor como Clitias. Sus figuras de animales se parecen mucho al estilo animalístico corintio.

## Dinos del Pintor de la Gorgona

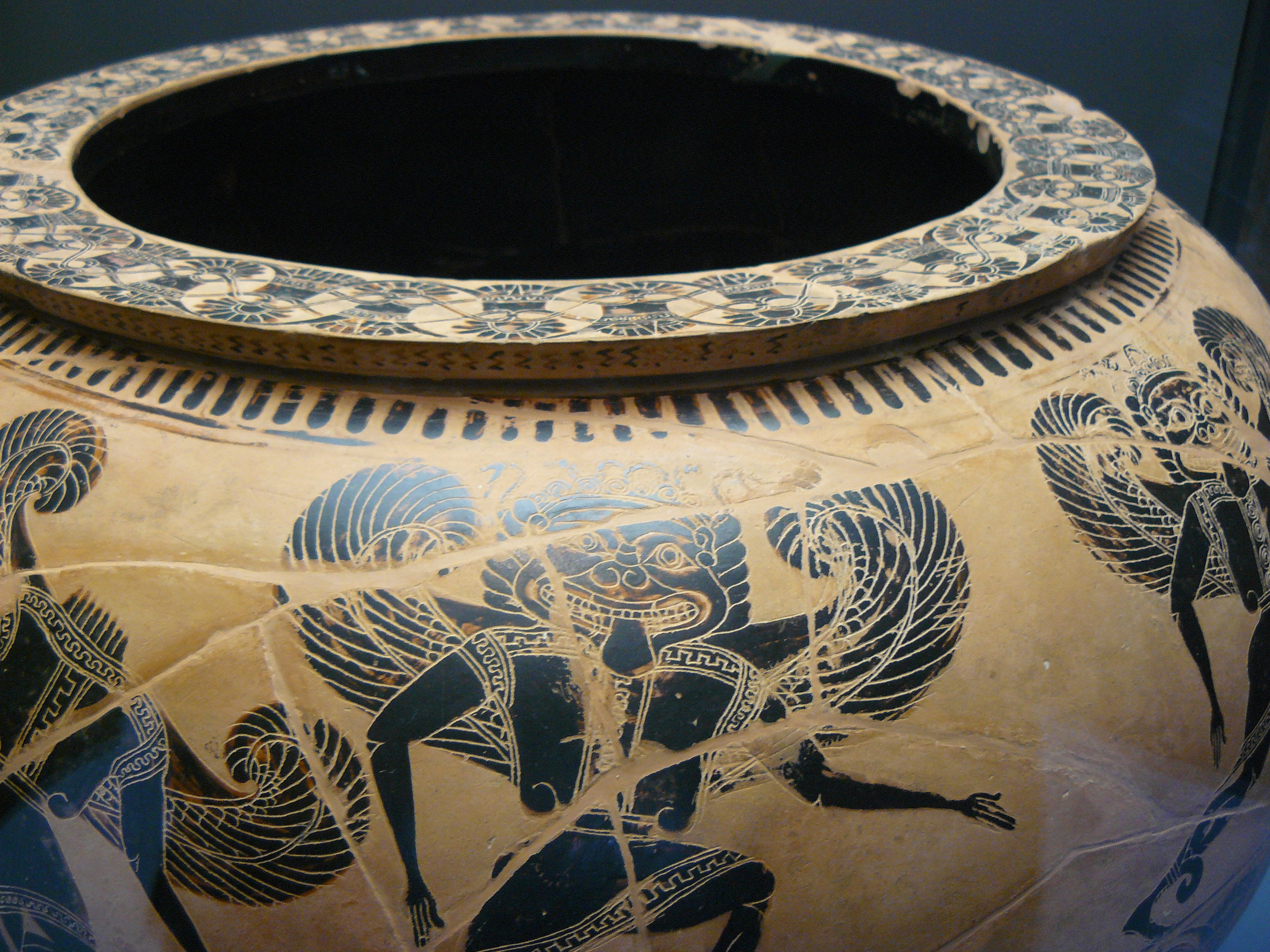
Detalle de la decoración pintada del registro superior: una Gorgona alada.

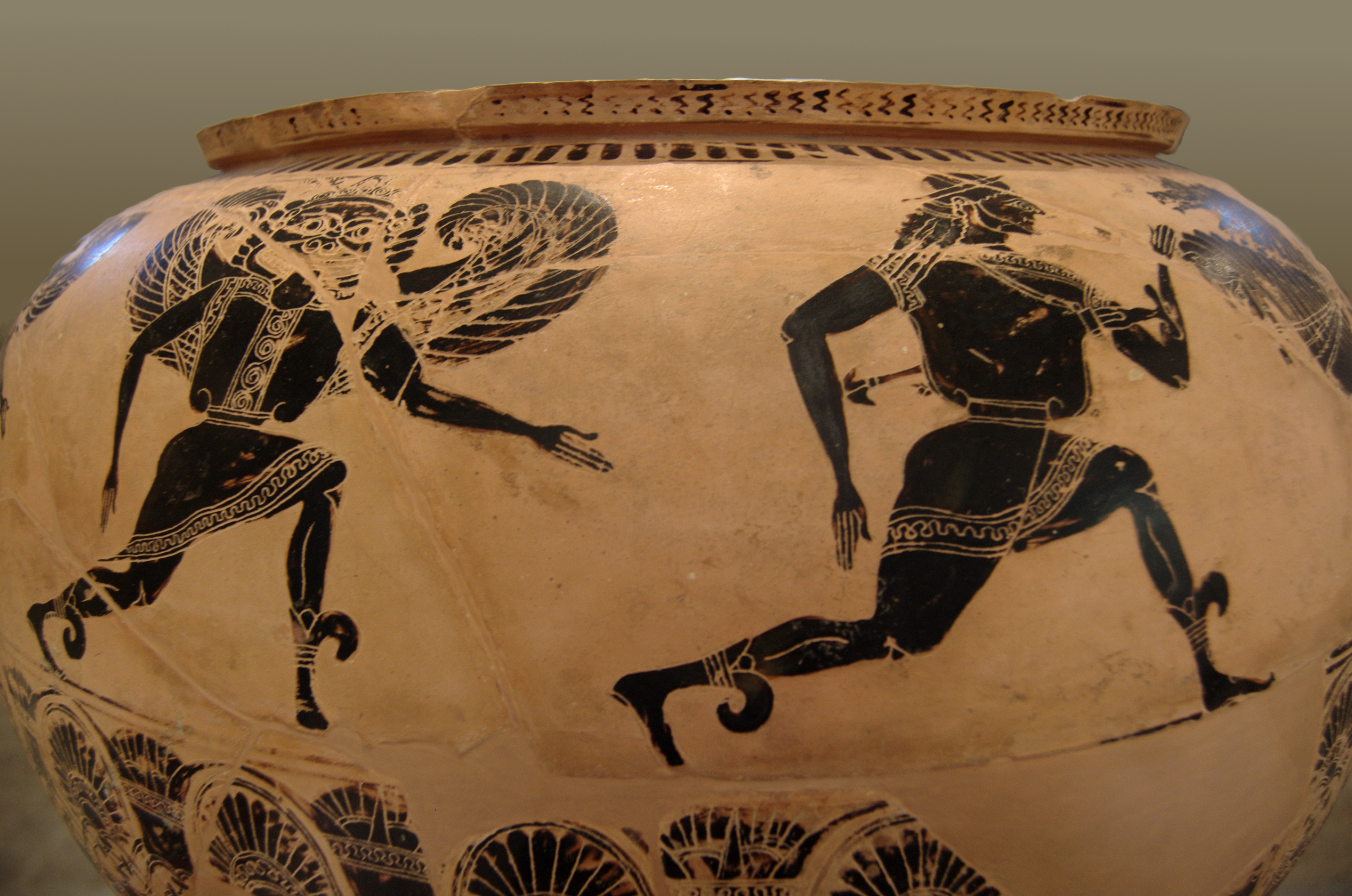
Detalle de la parte superior, Perseo perseguido por la Gorgona.

Es un dinos de figuras negras (93 x 30 cm) producido en Atenas en torno al 580 a. C, conservado en París en el Museo del Louvre (n. inv. E874).
El vaso pertenecía a la colección Campana, adquirida por el museo del Louvre en 1861. El origen de la dicha colección hace probable que fuese encontrado en Etruria.
La forma del recipiente es la de un dinos, recipiente de gran capacidad en la que el agua se mezcla con el vino. Tiene una altura total de 93 cm (altura de la crátera 44 cm, diámetro máximo 30 cm y altura del soporte 59 cm) y está constituido por un recipiente y pedestal moldeado, un emparejamiento no frecuente y que se inspira en modelos en bronce.
La arcilla tiene un color amarillento y está decorada con figuras de color negro con detalles de color púrpura de la que quedan algunos restos. La embocadura plana tiene un friso con flores de loto y palmetas entrelazadas, el mismo razón que se encuentra en el otro friso fitomorfo del vaso. El cuerpo del dinos se divide en seis bandas superpuestas, de los cuales cinco son de carácter decorativo, con frisos fitomorfos o animalísticos en la tradición de la cerámica corintia. La amplia zona con un friso de palmetas y flores de loto entrelazados divide a los animales en cuatro bandas en la parte inferior del dinos. Constituye el primer ejemplo conocido de un friso totalmente figurativo y de carácter narrativo.
Se representan dos escenas diferentes, pero no separadas. En un lado, la principal, Perseo que huye de las Gorgonas después de matar a su hermana Medusa, la cual decapitada cae al suelo, a la escena asisten Hermes tocado con un petasos y la diosa Atenea. En el otro lado, dos hoplitas luchan entre dos carros tirados por cuatro caballos cada uno dirigido por un auriga que se vuelve a ver la pelea.
La parte inferior del vaso está decorada con un adorno compuesto de seis medias lunas.
El artista que pintó esta obra fue probablemente un alumno del Pintor de Neso, del cual tomó el tema de las gorgonas.
El friso, enteramente narrativo y privado de elementos puramente decorativos, se sitúa al inicio de la producción ática, que progresivamente se vincula con la tradición corintia del segundo cuarto del siglo VI a. C.